# 김상헌 (인권 운동가)
김상헌(1932년 9월 29일 ~ )은 대한민국의 인권운동가이다. 영국대사관과 미국 비영리단체 'CARE'를 거쳐 유엔 산하 세계식량계획(WFP)에서 20여 년간 재직하였으며, 1970년대 윤현 목사와 함께 국제앰네스티(국제사면위원회) 한국지부 활동을 통해 유신정권이 자행해온 각종 인권침해 사례들을 전 세계에 알리는 데 주요한 역할을 담당했다. 유엔 퇴직 후인 1996년에는 북한인권시민연합 창립멤버로 함께 했고, 2003년에는 북한인권정보센터(NKDB)를 설립하였다. 미국 시사주간지 <TIME> 아시아판에 '2003년 아시아 영웅 100인'중 한 사람으로 선정되기도 했다.
2002년, 북한동포 25명의 주중 스페인 대사관 진입을 계획하여 주중 한국대사관에 경종을 울리는 계기가 됐으며, 이 사건을 계기로 영화 크로싱이 제작되었다.

## 학력
- 연세대학교 대학원 사학과 인문과학 석사 수료
- 연세대학교 문과대학 사학과 학사

## 경력
- 1957년 ~ 1965년 주한영국대사관 상무 및 문정보좌관
- 1967년 ~ 1975년 주한CARE(국제원조구호기구) 지방담당관
- 1975년 ~ 1994년 WFP(세계식량계획) 대한민국, 태국, 수단, 레소토, 가이아나 근무 후 정년퇴직
- 1976년 국제앰네스티(국제사면위원회) 한국지부 이사
- 1981년 국제앰네스티(국제사면위원회) 아세아 출판부 지원
- 1995년 북한인권시민연합 창립 멤버
- 1995년 ~ 1998년 북한인권시민연합 캠패인 담당 이사
- 2003년 미국 TIME 선정 아세아의 영웅
- 2003년 ~ 2014년 북한인권정보센터 초대 이사장
- 2014년~ 현재 북한인권정보센터 명예 이사장
- 1997년 ~현재 중국 및 동남아시아 내 탈북민 지원 및 구호 활동